# MemoryLine
MemoryLine – minialbum polskiego rapera B.R.O. Wydawnictwo, w formie digital download ukazało 11 listopada 2013 roku nakładem wytwórni muzycznej Urban Rec. Pięcioutworowy materiał został wyprodukowany przez Pulsa, 101 Decybeli oraz samego B.R.O.
24 listopada 2013 roku, rozszerzona wersja MemoryLine, w formie digital stream została udostępniona na kanale YouTube – Propaganda Records. Edycja ta, nie trafiła do sprzedaży gdyż częściowo była nielegalem. Pięć z dwunastu utworów zostało wyprodukowanych na potrzeby wydawnictwa, natomiast pozostałe beaty pochodzą m.in. z repertuaru Drake'a, Awolnation i Machine Gun Kelly. 
Minialbum był promowany teledyskami do utworów „Ściany mają uszy” i „Let's Ride 2”.

## Lista utworów
Opracowano na podstawie materiału źródłowego.
1. „Drogowskazy” (gościnnie: Mateusz Dembek, produkcja: Puls) – 4:19
2. „Let's Ride 2” (produkcja: 101 Decybeli) – 3:51
3. „Ściany mają uszy” (produkcja: Puls) – 3:47
4. „Siostry” (produkcja: Puls) – 4:05
5. „Zanim spadnie deszcz” (produkcja: B.R.O) – 4:20

| Edycja rozszerzona |
| --- |
| 1. „Bez granic” – 4:39 2. „Started From the Bottom (Remix)” (wyk. oryginalny: Drake – „Started From the Bottom”) – 4:04 3. „Drogowskazy” (gościnnie: Mateusz Dembek, produkcja: Puls) – 4:19 4. „Let's Ride 2” (produkcja: 101 Decybeli) – 3:51 5. „Ściany mają uszy” (produkcja: Puls) – 3:47 6. „Za pensją” (wyk. oryginalny: Machine Gun Kelly – „Peso”) – 4:34 7. „Daleko stąd” (wyk. oryginalny: Mac Miller – „Another Night”) – 3:59 8. „Twoja kolej” (wyk. oryginalny: Awolnation – „Sail”) – 5:33 9. „Ile z tego mam” – 4:05 10. „Siostry” (produkcja: Puls) – 4:05 11. „Zanim spadnie deszcz” (produkcja: B.R.O) – 4:20 12. „Niepewność” (wyk. oryginalny: Mac Miller – „Day One”) – 4:18 |